# Fontjoncouse
Fontjoncouse,  es una localidad  y comuna francesa, situada en el departamento del Aude, en la región administrativa de Languedoc-Rosellón y región natural de las Corbières.
A sus habitantes se les conoce en idioma francés por el gentilicio Fontjoncousois.

## Demografía
| 109 | 141 | 110 | 91 | 102 | 119 |
| Para los censos de 1962 a 1999 la población legal corresponde a la población sin duplicidades (Fuente: INSEE [Consultar]) |     |     |    |     |     |

(Población sans doubles comptes según la metodología del INSEE).

## Lugares de interés
- Capilla de Saint Victor l'ermitage
- Dolmen de "Pallats"